# 시즈오카 방송
시즈오카 방송은 일본 민영 방송국이다.

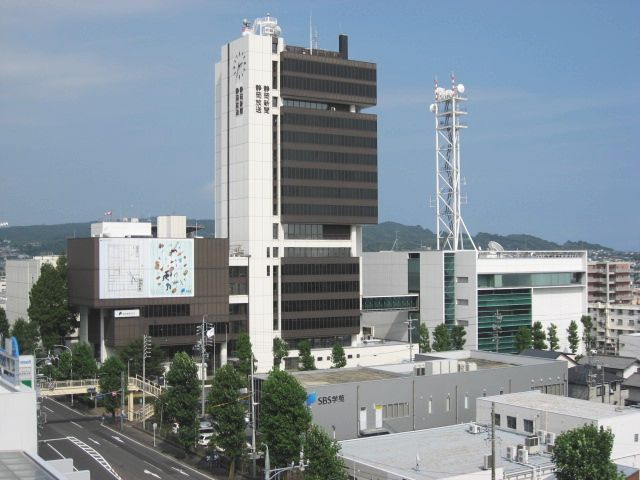
시즈오카 신문-시즈오카 방송 사옥

시즈오카현 최초의 민영방송국으로 라디오 방송국은 1952년 11월 1일, 텔레비전 방송국은 1958년 11월 1일에 개국했다.
약칭은 SBS（Shizuoka Broadcasting System）, 라디오 콜사인은 JOVR, 텔레비전 콜사인은 JOVR-DTV이다.

## 개요
- 라디오방송국은 JRN와NRN의 크로스 네트워크 방송국.텔레비전 방송은 JNN에 가맹.
- 야마나시현의 산니치 YBS 그룹(야마나시 일일신문, 야마나시 방송등)과는 자본 관계가 있다(산니치 및 YBS의 주요주주로 있다).그러나 텔레비전 네트워크가 다른 관계로 라디오 방송을 통한 상호 방송을 실시하는 경우만 있다.
- 일부에서는 「시즈오카 방송이란 회사명은 라디오 시즈오카라는 회사명이 변경되면서 생긴 명칭이다」라는 오해가 있는 것 같지만, 회사 발족 당시부터 등기 회사명은 「시즈오카 방송」이며, 「라디오 시즈오카」는 「애칭」으로 보는게 옳다.
- 라디오 주파수가 1978년 11월에 1400 kHz에서 1404 kHz로 변경되었음에도 전화 리퀘스트 프로그램용 전화번호의 끝의 4자리수는 현재도 「1400」을 사용하고 있다.
- 한국의 방송국 SBS(구 서울방송)과는 2013년 자위대 훈련 때에 이 방송국과 공동으로 취재한 바 있다.

## 연혁
- 1952년 9월 19일 라디오 방송 예비 면허 교부
- 1952년 10월 1일 시즈오카 방송 주식회사 설립
- 1952년 10월 27일 라디오 시험 방송 개시
- 1952년 11월 1일 일본에서 17번째로 라디오 방송을 개시(국명 「라디오시즈오카」주파수 1450kHz)
- 1953년 8월 1일 라디오 주파수를 1400kHz로 변경
- 1958년 2월 20일 아날로그 텔레비전 방송 예비 면허
- 1958년 8월 29일 아날로그 텔레비전 시험 방송을 개시
- 1958년 11월 1일 일본에서 11번째로 아날로그 텔레비전 본방송을 개시

※텔레비전 방송 개시 당초는 프리 네트워크였다
- 1959년 8월 1일 뉴스 네트워크 JNN 발족과 동시에 가맹
- 1960년 11월 22일 약칭으로 SBS 사용 개시
- 1965년 2월 6일 텔레비전 프로그램 자동 송출 장치 도입
- 1965년 5월 2일 라디오 네트워크JRN발족과 동시에 가맹.다음날인 3일 NRN에도 가맹
- 1965년 9월 26일 전국 네트워크 프로그램 컬러 방송을 개시
- 1966년 9월 1일 자사 제작 프로그램 컬러 방송을 개시
- 1967년 1월 모든 텔레비전 송신소가 무인화 완료
- 1969년 4월 1일 프로그램 하나를 제외한 모든 후지 텔레비전의 프로그램이 TV 시즈오카(SUT)에 이행
- 1970년 7월 라디오 24시간 방송을 개시
- 1978년 11월 23일 라디오(시즈오카 본국) 주파수를 1404kHz로 변경
- 1979년 7월 1일 시즈오카 제일 TV(SDT) 개국에 의해, 도쿄방송완전계열국화 완료

※니혼TV 프로그램 일부는 같은 해 가을 개편을 거쳐 SDT로 이행
※TV아사히의 프로그램 중 민간방송 교육협회관련 프로그램만 이 이후에도 SBS에서 방송된다.
※니혼TV와 TV아사히의 프로그램은 SUT 개국당시에 이행되고 있었지만 그 당시 시즈오카 현민 TV(SKT)(현：시즈오카 아사히 TV(SATV)) 개국 당시도 이행 할 수 없었던 프로그램을 방송하고 있었다
- 1979년7월 11일 도메이 고속도로 니혼자카 터널 화재 사고 잠입 취재 성공.JNN을 통해서 전국에 전달.
- 1980년 2월 9일 텔레비전 방송 종료후, 마스터실 기술자의 실수로 성인비디오가 송출되는 방송사고가 발생했으며 그 직원은 해고되었다.
- 1982년 4월 1일 음성다중방송 개시
- 1985년 12월 13일 시즈오카 방송 TV, 위성중계 실시
- 1989년 11월 1일 문자다중방송 개시
- 1990년 11월 라디오(시즈오카 본국)의 출력을 5kW에서 10 kW로 증력
- 2000년 6월 20일 데이터 방송 개시(2005년말 종료)
- 2001년 6월 29일 총무성에서 하이비전 방송 시설 정비 사업계획을 인정 받는다(일본민방에서는 처음)
- 2004년 11월 11일 지상 디지털 텔레비전 방송 예비 면허
- 2005년 3월 25일 지상 디지털 텔레비전 방송의 시험 전파를 처음으로 발사
- 2005년 6월 1일 지상 디지털 방송의 본방송 개시(NHK 시즈오카 방송국과 동시개국, 시즈오카현의 민방에서는 처음)
- 2006년 4월 1일 원세그 본방송 개시
- 2006년 7월 17일 미시마·가케가와 라디오 중계국의 주파수를 1404kHz로 변경
- 2007년 11월 1일 민방에서는 처음으로 라디오에서의 긴급지진속보 제공
- 2009년 4월 10일 토요일 심야(일자상으로 4월 11일)부터 일요일 새벽 철야 방송을 중지하면서 토요일 방송을 일요일 새벽 3시에 종료한 뒤 1시간 동안 정파·시험 전파를 송출한 뒤 4시부터 일요일 방송을 실시하게 되었다.
- 2011년 7월 24일 지상파 아날로그 텔레비전 방송 종료

## 라디오

### 라디오 주파수
| 방송국·중계국          | 콜사인 | 주파수  | 출력 | 비고                                                                         |
| ---------------------- | ------ | ------- | ---- | ---------------------------------------------------------------------------- |
| 시즈오카 방송국        | JOVR   | 1404kHz | 10kW |                                                                              |
| 시즈오카 FM 보완중계국 | -      | 93.9Hz  | 1kW  |                                                                              |
| 하마마쓰 중계국        | -      | 1404kHz | 1kW  | 콜사인 JOVO가 있었으나 폐지.                                                 |
| 하마마쓰 FM 보완중계국 | -      | 94.7MHz | 250W |                                                                              |
| 미시마 중계국          | -      | 1404kHz | 100W | 콜사인 JOVE가 있었으나 폐지. 2006년 7월 17일 1557kHz에서 지금 주파수로 변경. |
| 미시마 FM 보완중계국   | -      | 90.1MHz | 100W |                                                                              |
| 가케가와 중계국        | -      | 1404kHz | 100W | 콜사인 JOVW가 있었으나 폐지. 2006년 7월 17일 1062kHz에서 지금 주파수로 변경. |
| 고텐바 중계국          | -      | 1404kHz | 1kW  |                                                                              |
| 미사쿠보 중계국        | -      | 1404kHz | 100W |                                                                              |
| 사쿠마 중계국          | -      | 1404kHz | 100W |                                                                              |
| 하루노 중계국          | -      | 1404kHz | 100W |                                                                              |
| 덴류 중계국            | -      | 1404kHz | 100W |                                                                              |
| 다쓰야마무라 중계국    | -      | 1404kHz | 100W |                                                                              |
| 아타미 중계국          | -      | 1557kHz | 100W |                                                                              |
| 후지노미야 중계국      | -      | 1557kHz | 100W |                                                                              |

## 텔레비전 네트워크의 변천사
- 1958년 11월 1일 텔레비전 방송 개시.니혼TV·라디오도쿄 TV와 네트워크 관계를 맺는다.
- 1959년 3월 1일 일본 교육 TV와 이날 개국한 후지 TV와도 네트워크 관계를 맺는다.
- 1959년 8월 1일 뉴스 네트워크JNN에 가맹.뉴스는 라디오도쿄 TV의 프로그램만 방송하고 나머지 프로그램은 자유롭게 방송했다.
- 1967년 6월 민간방송 교육협회 발족과 동시에 가맹.
- 1968년 12월 24일 TV 시즈오카 개국에 의해 일부 니혼TV·후지 TV·NET-TV의 프로그램이 이행.
- 1969년 4월 1일 일부 프로그램을 제외한 후지TV 프로그램이 TV시즈오카로 이행.
- 1972년 4월 1일 이 날을 기점으로 후지 TV 프로그램이 중단된다.
- 1975년3월 31일 준 중심방송국 네트워크 교체에 의해 간사이지역 준 중심방송국이 아사히 방송에서 마이니치방송으로 변경된다.
- 1978년 7월 1일 시즈오카 현민방송개국에 의해 TV시즈오카 개국 후에도 방송되고 있던 니혼TV·TV아사히 프로그램이 이행.
- 1978년 10월 1일 TV아사히 제작 생방송 프로그램이 시즈오카 현민방송에 이행되고 생방송 프로그램은 도쿄방송 제작분으로 통일.
- 1979년 7월 1일 시즈오카 제일 TV개국에 의해 마지막까지 남아 있던 니혼TV·TV아사히(민간방송 교육협회 방송분 제외)의 프로그램이 이행하게 되어 도쿄방송 완전가맹국이 된다.

## 시즈오카현에 있는 다른 텔레비전·라디오 방송국
- NHK 시즈오카 방송국
- 시즈오카 제일 TV(SDT)(니혼 TV 계열)
- 시즈오카 아사히 TV(SATV)(TV 아사히 계열)
- TV 시즈오카(SUT)(후지 TV 계열)
- 시즈오카 FM방송(JFN 계열)